# Zachrissläkten
Zachrissläkten är ett sentida namn på ättlingar till Zachris Nilsson och Sara Johansdotter från Kvavisträsk, Västerbotten, även känd som "författarsläkten i norr".
Zachris Nilsson (1675-1757) var bonde i Kvavisträsk i Norsjö socken. Att Zachrissläkten kommit att kallas "författarsläkten" beror främst på att några av våra mer kända författare härstammar härifrån: Sara Lidman, Torgny Lindgren, P-O Enquist, Åke Lundgren och Martin Lönnebo.
Det finns flera författare och musiker som kan hänföras till författarsläkten, bland annat Roger Pontare, Tomas Ledin, Eva Dahlgren, Stieg Larsson, Liza Marklund och Henning Mankell.